# Estação Chipilovskaia
Chipilovskaia (em russo:  Шипиловская) é uma das estações da linha Liublinsko-Dmitrovskaia (Linha 10) do Metro de Moscovo, na Rússia. A estação «Chipilovskaia» deverá ser inaugurada em 2011, e localizadar-se entre as estações «Ziablikovo» e «Borissovo».